# RAPID
Pour les articles homonymes, voir Rapid (homonymie).
RAPID est un langage de programmation de haut niveau utilisé pour contrôler les robots industriels ABB. RAPID a été introduit avec le système de contrôle S4 en 1994 par ABB, remplaçant le langage de programmation ARLA. 
Les fonctionnalités du langage incluent: 
- Paramètres de routine : 
  - Procédures - utilisées comme sous-programme.
  - Fonctions - retournent une valeur d'un type spécifique et sont utilisées comme argument d'une instruction.
  - Trap routines - un moyen de répondre aux interruptions.
- Expressions arithmétiques et logiques
- Gestion automatique des erreurs
- Programmes modulaires
- Multi-tâches

## Voir également
Langage de robot KUKA